# Veliki Videm
Veliki Videm – wieś w Słowenii, w gminie Trebnje. W 2018 roku liczyła 68 mieszkańców.